# Station Brighton
Brighton is een spoorwegstation van National Rail in Brighton and Hove in Engeland. Het station is eigendom van Network Rail en wordt beheerd door Southern. Het station is Grade II* listed. Het station ligt 82 km ten zuiden van Londen. De spoorwegmaatschappijen Gatwick Express, Southern, Great Western Railway en Govia Thameslink Railway maken gebruik van het station.

## Treinverbindingen
Vanaf Brighton vertrekken de volgende verbindingen:
- Gatwick Express London Victoria - Gatwick Airport - Brighton (Alleen tijdens de spitsuren)
- Southern London Victoria - Clapham Junction - East Croydon - Brighton
- Southern London Victoria - Clapham Junction - East Croydon - Gatwick Airport - Haywards Heath - Brighton
- Southern Brighton - Hove - Worthing - Chichester - Havant - Fareham - Southampton
- Southern Brighton - Hove - Worthing - Chichester - Havant - Portsmouth
- Southern Brighton - Hove - Worthing - Littlehampton
- Southern Brighton - Hove
- Southern Brighton - Lewes - Eastbourne - Hastings - Ashford
- Southern Brighton - Lewes - Eastbourne - Hastings - Ore
- Southern Brighton - Lewes - Newhaven - Seaford
- Southern Brighton - Lewes

- First Capital Connect Bedford - Luton - Luton Airport Parkway - St Albans - London St Pancras International - London Bridge - East Croydon - Gatwick Airport - Haywards Heath - Brighton

- Great Western Railway  2x per dag rijdt er een trein naar Southampton, Westbury, Bath, Bristol, Gloucester, Worcester en Great Malvern.

Een reis van Brighton naar London Victoria duurt ongeveer 60-70 minuten, naar London Bridge duurt ongeveer 70 minuten. Een reis naar Gatwick Airport duurt ongeveer 25-40 minuten.

## Afbeeldingen

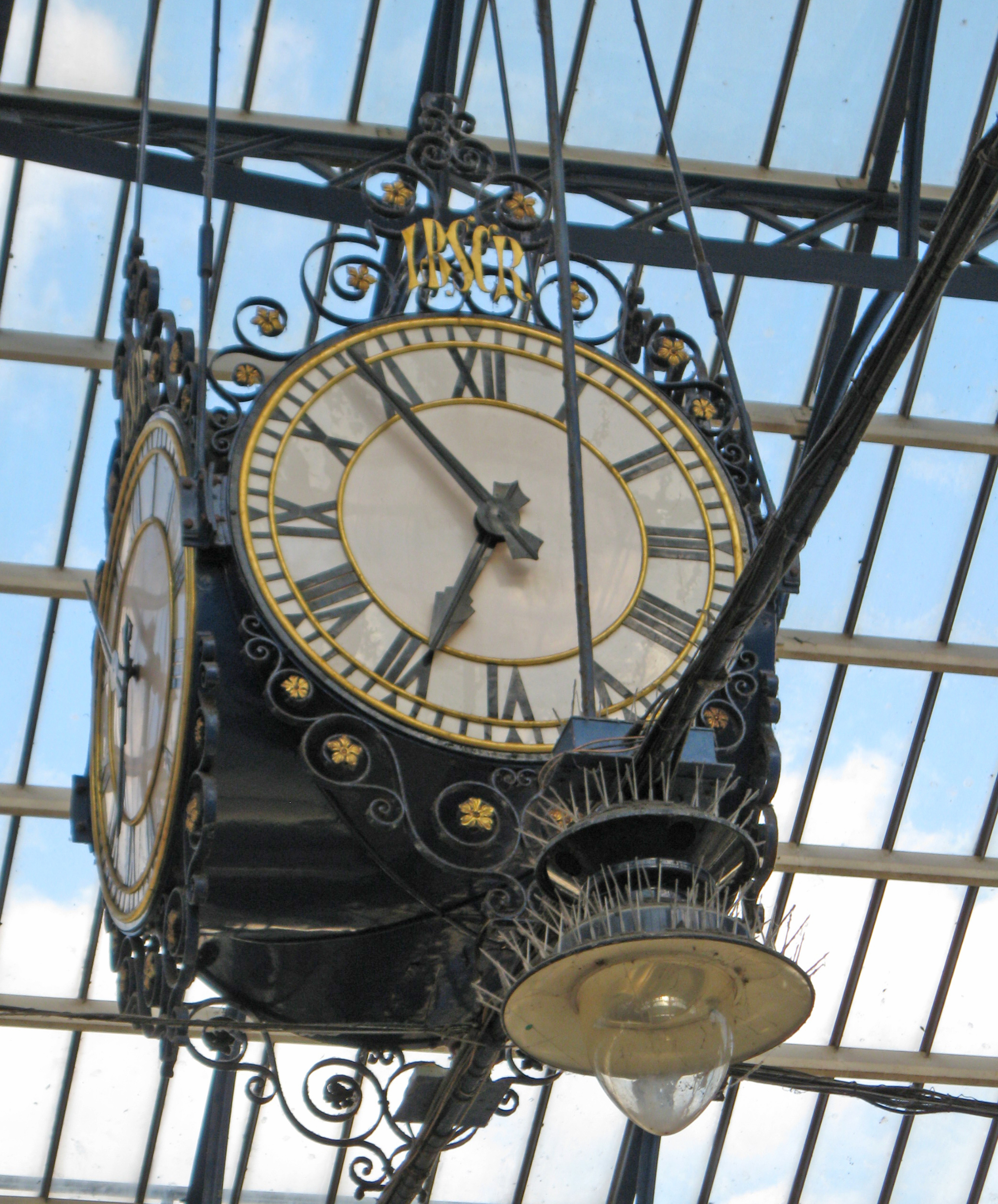
Stationsklok
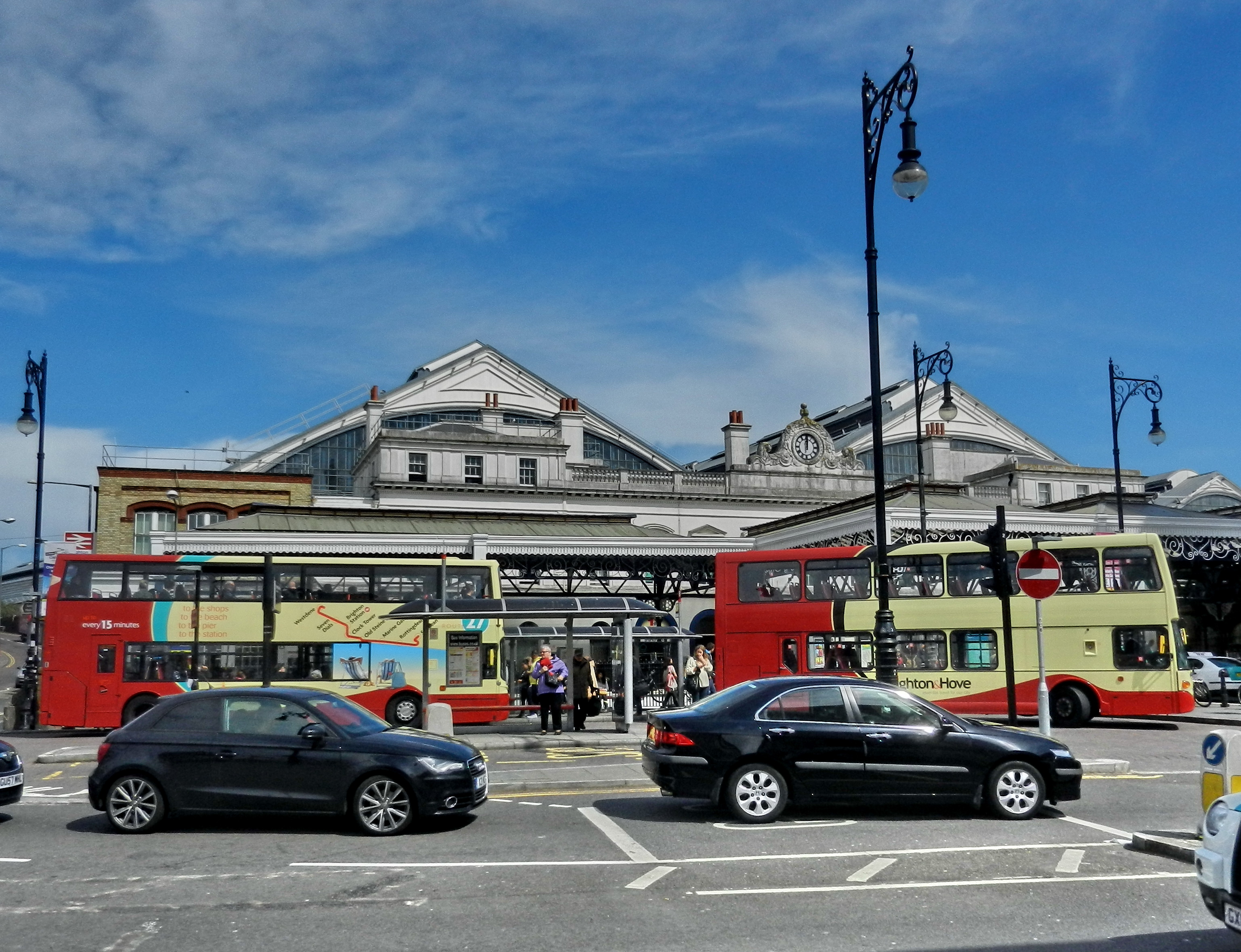
Exterieur (2011)